# Glace Bay (zatoka)
Glace Bay (do 5 września 1974 część zatoki Glace Bay Harbour) – zatoka (ang. bay) w kanadyjskiej prowincji Nowa Szkocja, w hrabstwie Cape Breton, na północny zachód od zatoki Big Glace Bay; nazwa urzędowo zatwierdzona 5 września 1974, obejmując dotychczasowe wody zatoki Glace Bay Harbour na północ od falochronu.